# Bajo Stanišić
Bajo Stanišić (1890–1943) fue un oficial del Ejército Real Yugoslavo, uno de los cabecillas del Levantamiento de Montenegro durante la Segunda Guerra Mundial contra las fuerzas de ocupación italianas. Después del aplastamiento del alzamiento, se convirtió en uno de los comandantes chetnik en Montenegro.

## Levantamiento en Montenegro
Fue miembro del Estado Mayor de las fuerzas insurgentes durante el Levantamiento de Montenegro.

## Lucha contra los comunistas y colaboración con los italianos

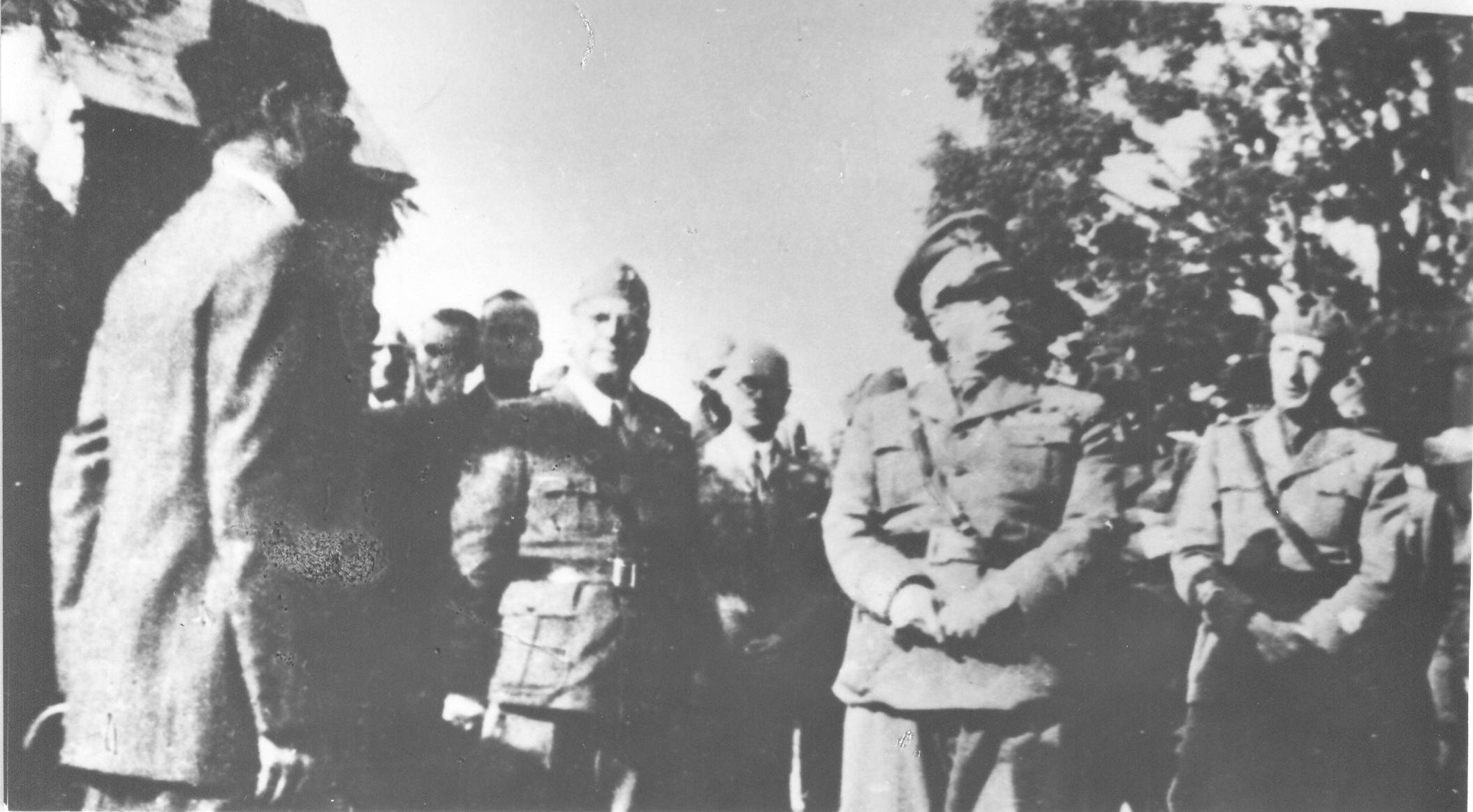
Ofensiva antipartisana de 1942 en Montenegro, Alessandro Pirzio Biroli, Bajo Stanišić, colaboración de los chetniks con la Italia fascista, Montenegro durante la Segunda Guerra Mundial

El 11 de febrero de 1942, una vez aplastada la revuelta, Stanišić lanzó un asalto cerca de Danilovgrad. En aquella ocasión, le acompañaron dos compañías del destacamento «Bijeli Pavle». Más tarde ese mismo mes, fundó el Ejército Nacional de Montenegro y Herzegovina (en serbio: Народна војска Црне Горе и Херцеговина) que contaba con seis batallones, la mayoría formados por chetniks y del que se proclamó comandante El 17 de febrero y el 6 de marzo de 1942, Stanišić concluyó acuerdos de colaboración con el gobernador militar italiano, el general Alessandro Pirzio Biroli.
Mandó el destacamento chetnik Zeta y, según su acuerdo con los italianos, este quedó como responsable de los territorios alrededor de Nikšić, Danilovgrad y Podgorica. Trató de negociar con los partisanos pero Ivan Milutinović, comandante de las fuerzas partisanas en la región, no respondió al ofrecimiento de Stanišić. Poco antes de su muerte, sugirió a Draža Mihailović suavizar su posición hacia los «verdes» montenegrinos —independentistas—.

## Muerte
A mediados de octubre de 1943, el general Đukanović y Stanišić con veinticinco de sus soldados estaban refugiados en el monasterio de Ostrog. Se hallaban asediados por fuerzas partisanas más numerosas que reclamaron su rendición y amenazaron con destruir el monasterio y matarlos si no se entregaban. Para proteger el monasterio y sus vidas, el general Đukanović y veintidós soldados se rindieron, pero Stanišić y tres de sus parientes decidieron no rendirse. Stanišić murió de un disparo enemigo y sus parientes se suicidaron.
El general Đukanović y los soldados que se había rendido fueron fusilados el mismo día. Se les enterró en dos fosas comunes. En 1948, los comunistas instalaron letrinas sobre las tumbas de Đukanović y sus hombres para uso de los trabajadores que construían un ferrocarril de Nikšić a Podgorica.
Stanišić fue enterrado en Ostrog, bajo el monasterio superior. El 20 de octubre de 1945, las autoridades yugoslavas exhumaron sus huesos y los desperdigaron en las dolinas cercanas al monasterio. Sin embargo, los monjes recogieron los huesos y los enterraron secretamente en una tumba bajo el monasterio superior.

## Legado
La muerte de Bajo Stanišić y Blažo Đukanović forma parte de la canción Victoria junto a Ostrog (en serbio: Побједа под Острогом).